# Serapias perez-chiscanoi
Serapias perez-chiscanoi är en orkidéart som beskrevs av Acedo. Serapias perez-chiscanoi ingår i släktet Serapias och familjen orkidéer. Inga underarter finns listade i Catalogue of Life.

## Bildgalleri

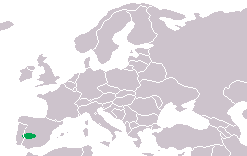